# Lohmen (Szászország)
Lohmen település Németországban, azon belül Szászország tartományban. Lakosainak száma 3065 fő (2023. december 31.). Lohmen Dürrröhrsdorf-Dittersbach és Hohnstein községekkel határos.

## A település részei
- Ober-, Mittel- és Unterlohmen
- Daube,
- Doberzeit,
- Mühlsdorf és
- Uttewalde

## Népesség
A település népességének változása:
| Lakosok száma | 3061 | 3077 | 3112 | 3092 | 3065 |
|               | 2017 | 2019 | 2021 | 2022 | 2023 |

## Képek

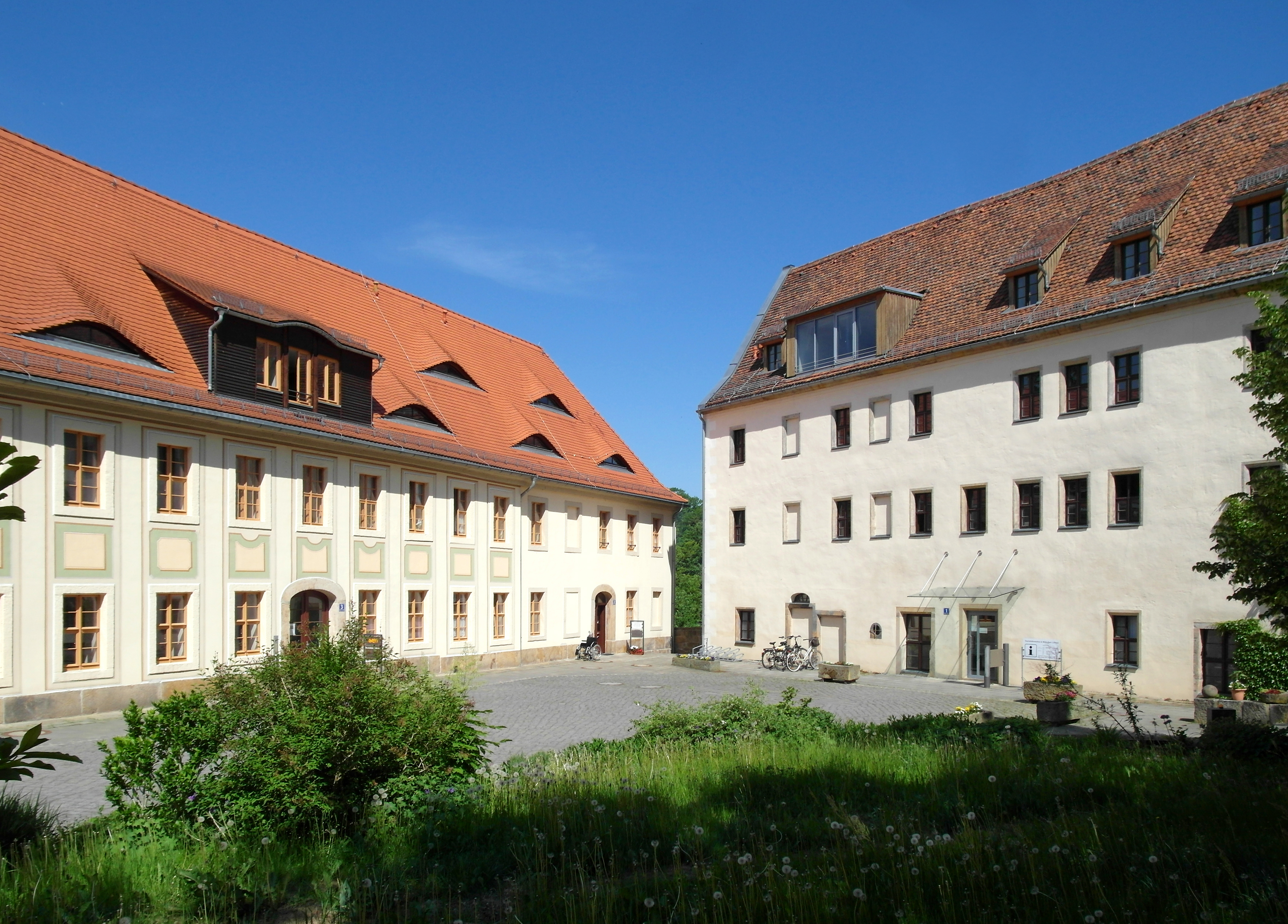
A kastély
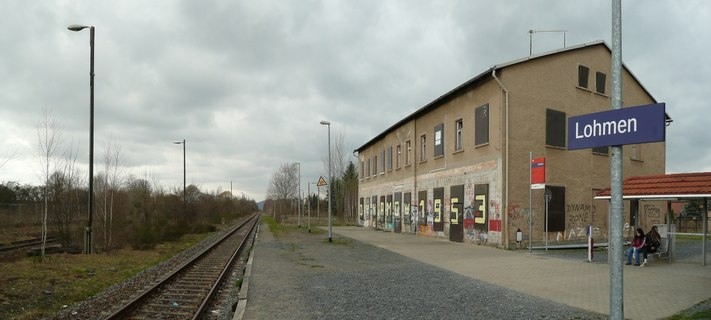
Az állomás
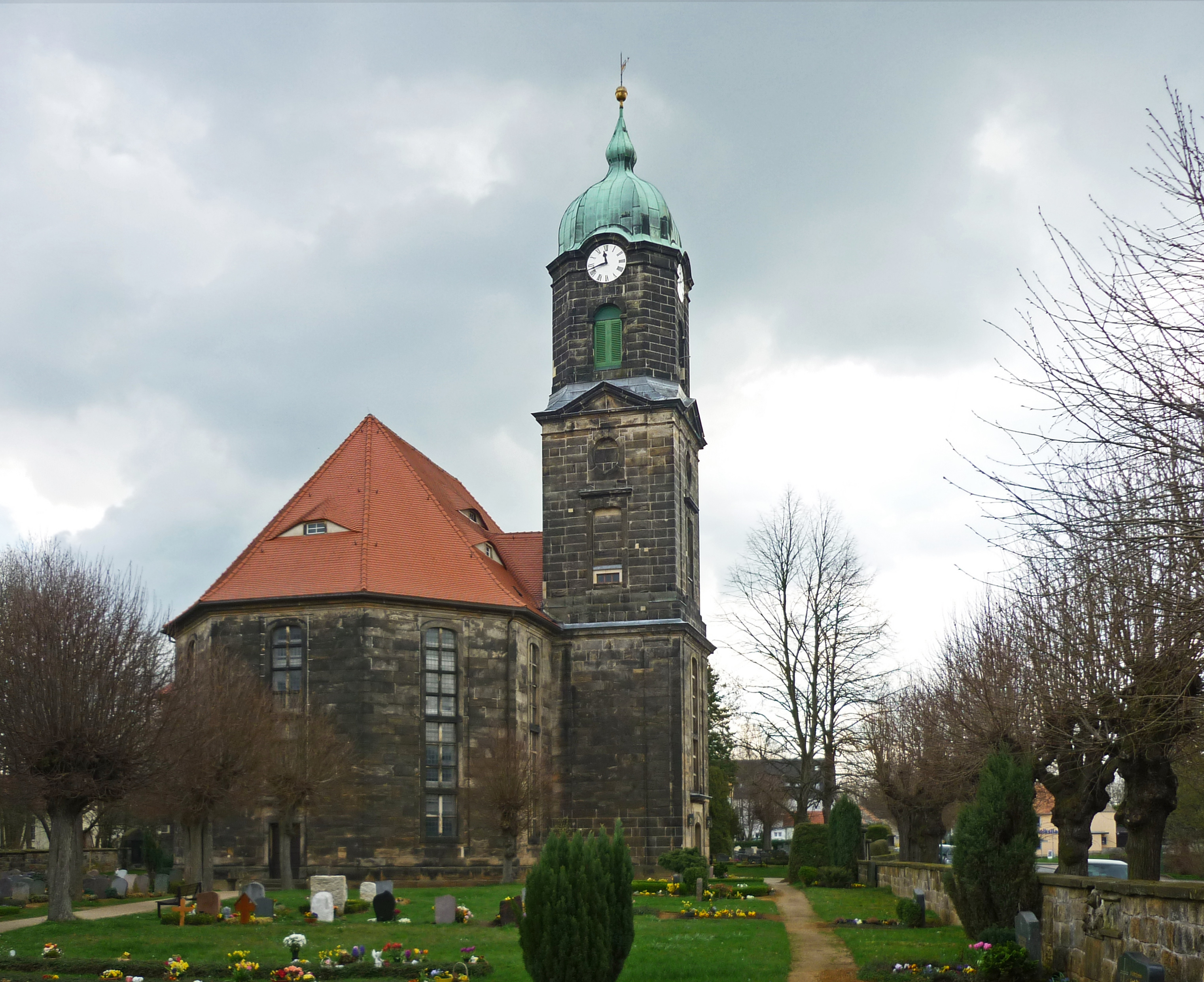
A templom
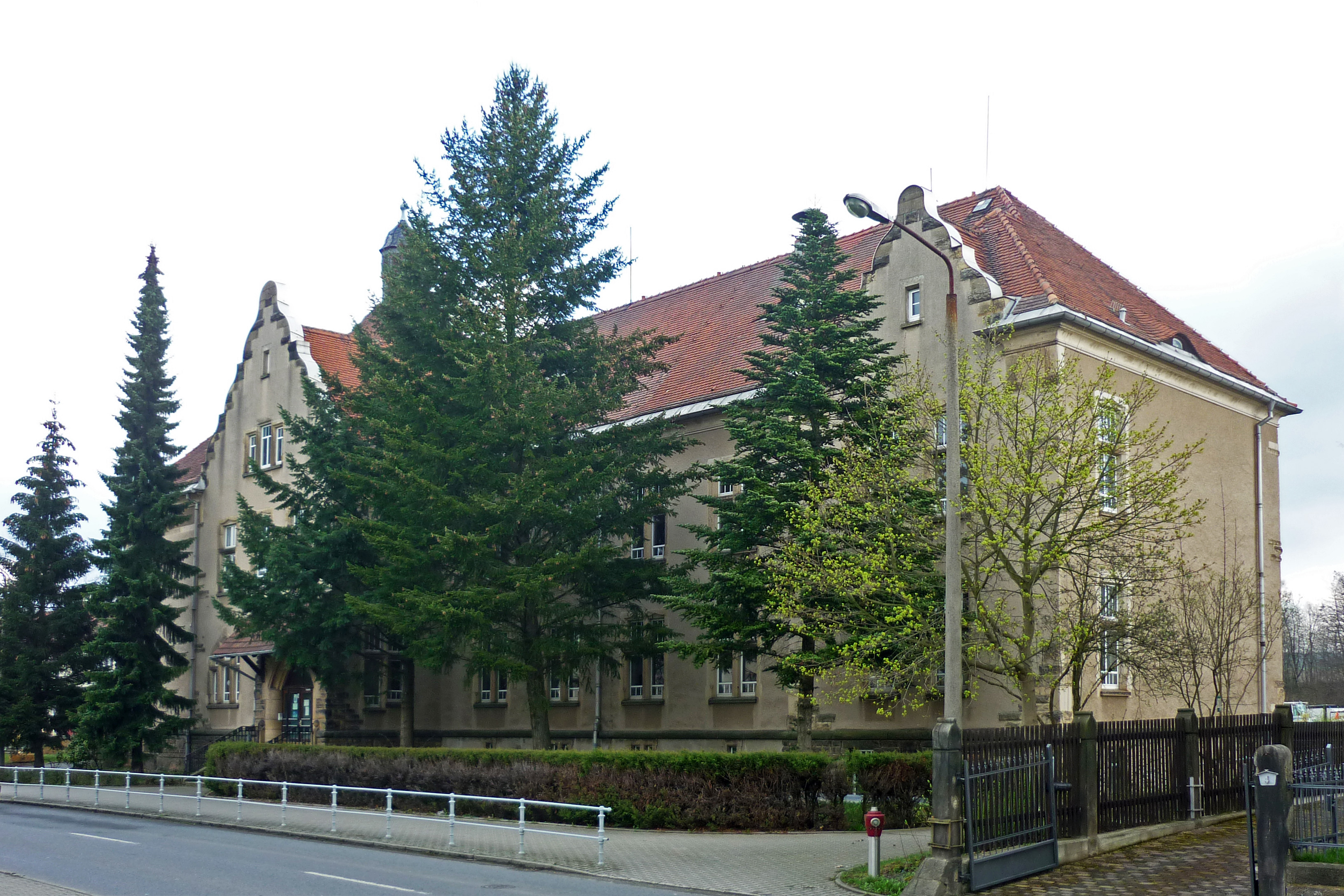
Az iskola
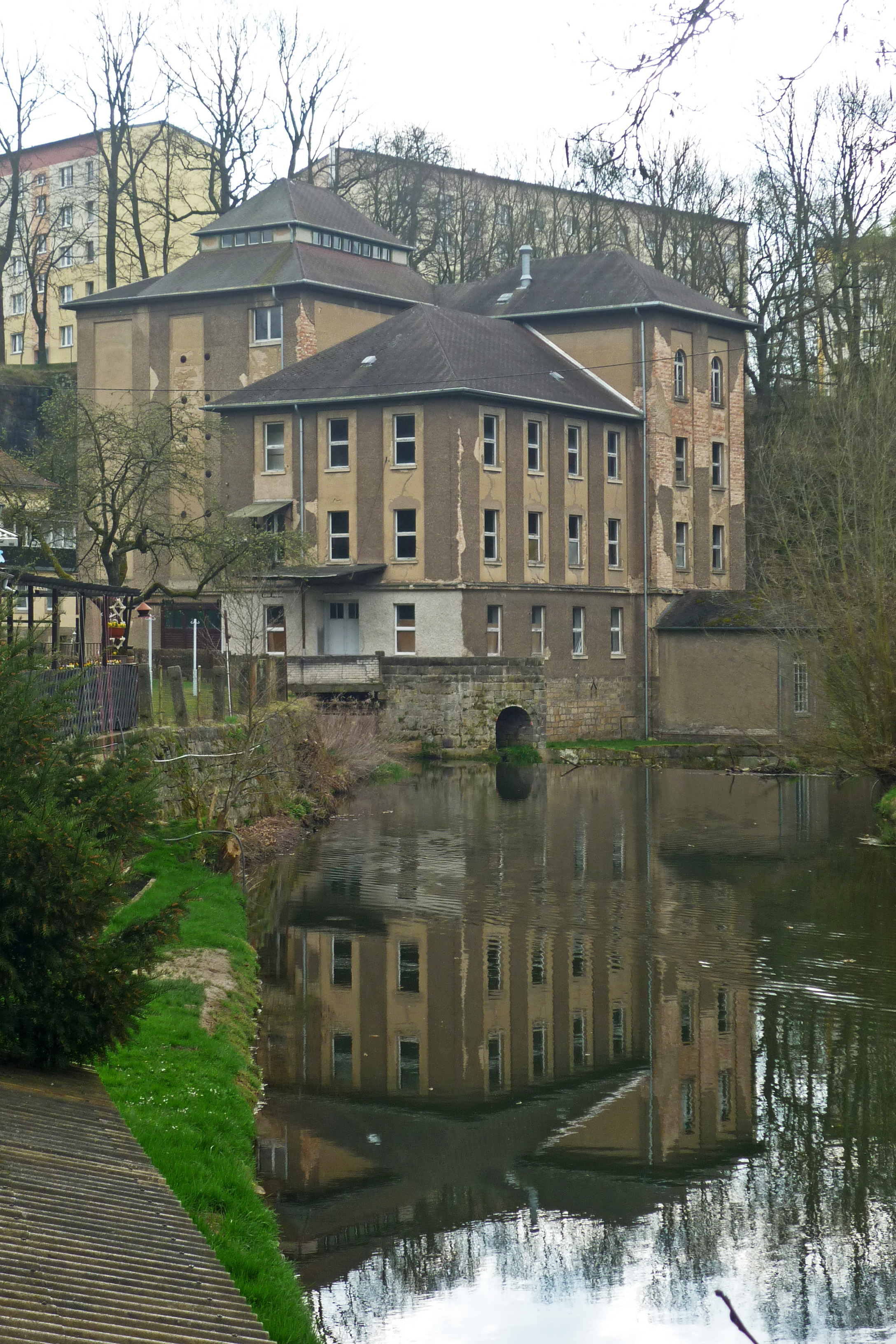
A malom